# Heimlichleiden

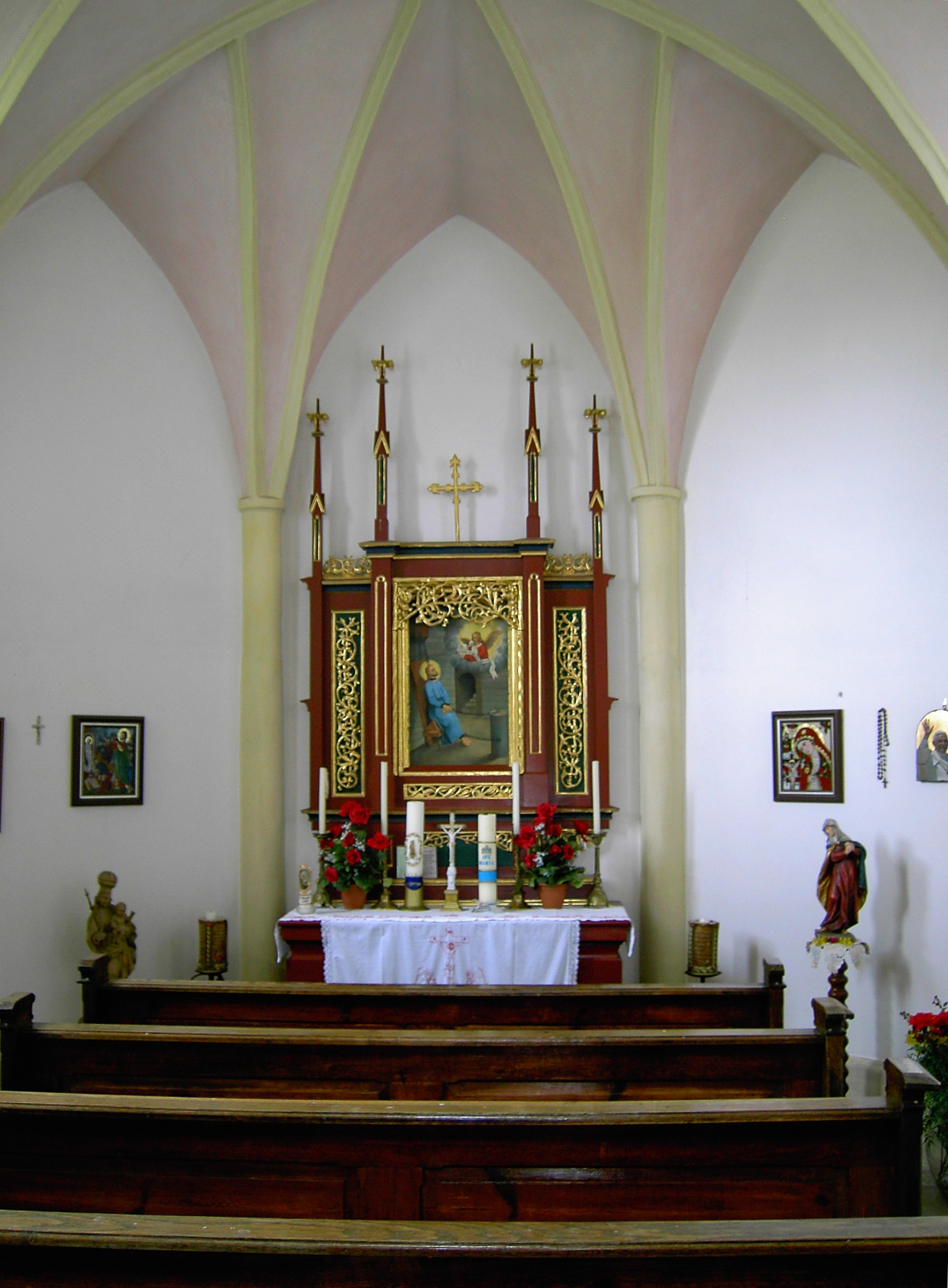
Kapelle Heimlichleiden, Altar mit Ölgemälde „Christus auf dem Dreikant“

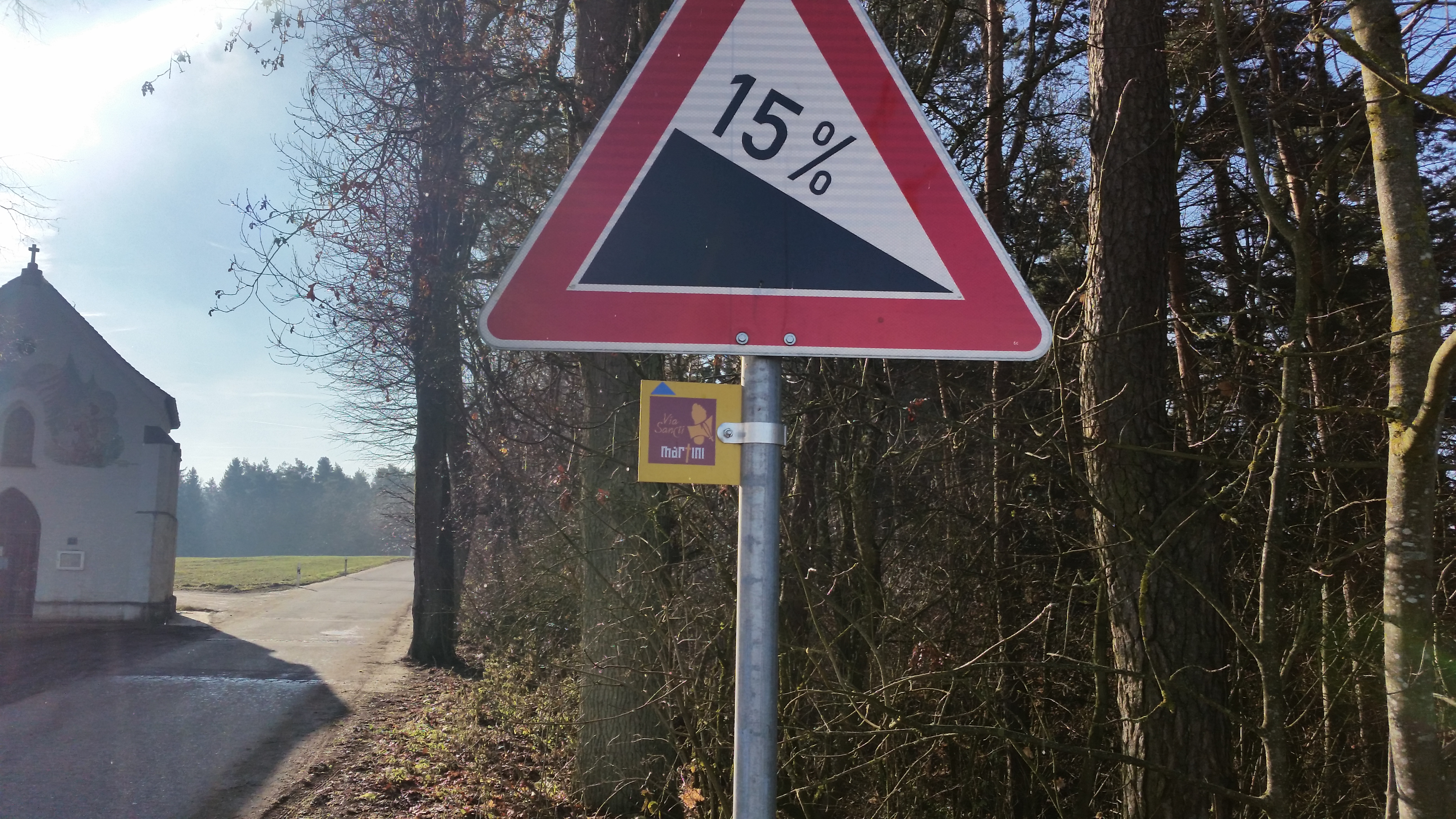
Der Martinusweg Via Sancti Martini, der hier Richtung Oberteisbach links an der Kapelle vorbeiführt, ist mit einem Schild markiert, das unter dem Verkehrszeichen Gefälle 15 % angebracht ist

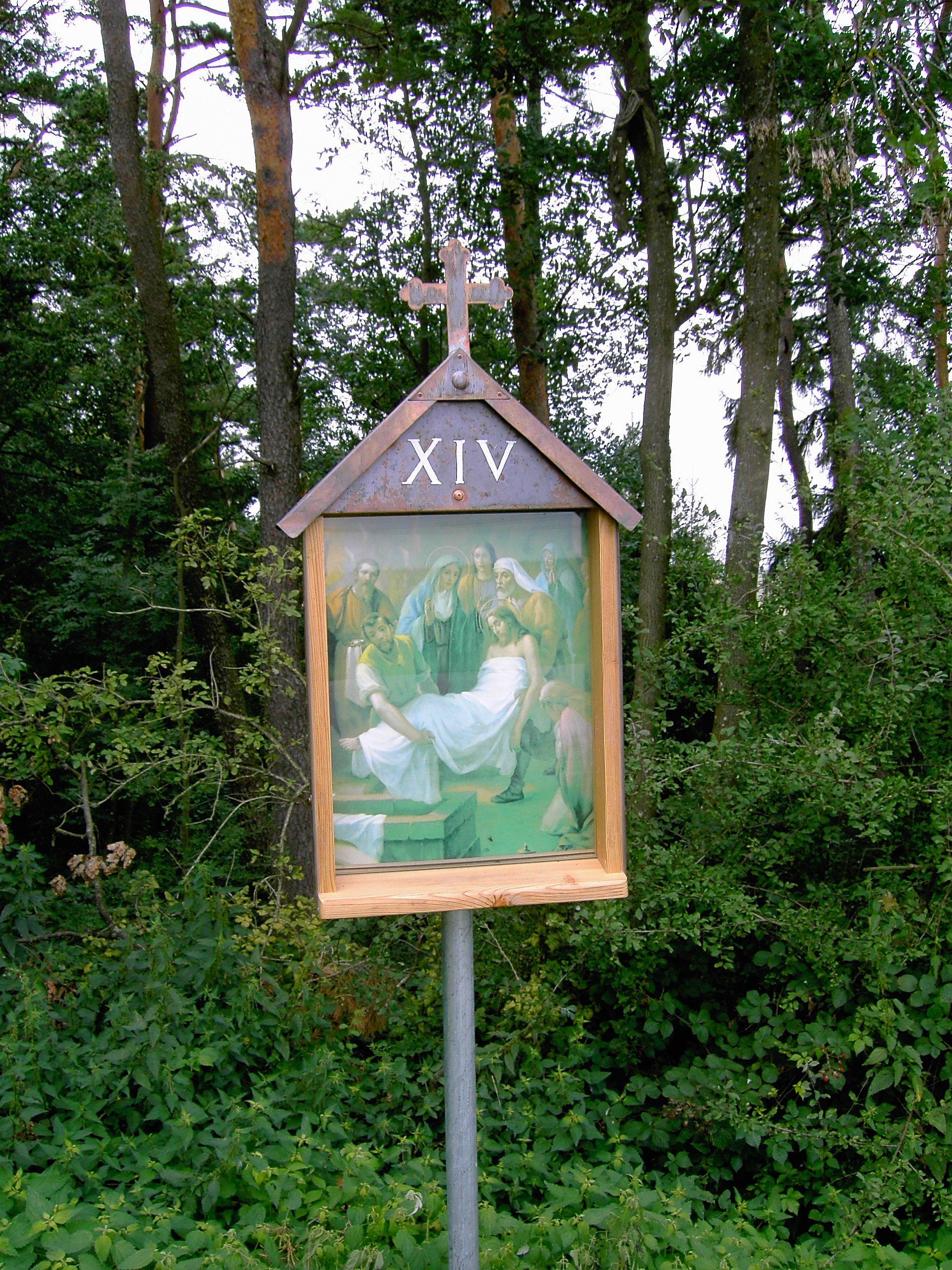
Letzte (14.) Kreuzwegstation vor der Kapelle Heimlichleiden

Heimlichleiden oder die Kapelle zum heimlichen Leiden ist der Name einer kleinen freistehenden katholischen Wallfahrtskapelle im Gemeindebereich Loiching und in der Gemarkung Weigendorf in Niederbayern. Die Gemeindegrenze zur Stadt Dingolfing verläuft nur rund 50 Meter nördlich und östlich (Gemarkung Frauenbiburg). Der Name und das Patrozinium der Kapelle Christus auf dem Dreikant/Heimlichleiden bezieht sich auf die Geheimen Leiden Christi. Im Jahr 2020 wird sie wegen Baufälligkeit renoviert.

## Umgebung
Die Kapelle liegt am südlichen Waldrand des Forstes Haslach (rechter, östlicher Steilhang des Teisbachtals unmittelbar a der Wasserscheide zum Asenbach), die hier einige Meter auf der Gemeindestraße verläuft, in einer Höhe von 461,6 m, östlich der Gemeindeverbindungsstraße vom Loichinger Weiler Oberteisbach (mit dem überregional bekannten Landgasthof Räucherhansl) zu den Dingolfinger Ortsteilen Ödhäusl und Brunn (Gemarkung Frauenbiburg), und 300 Meter südlich des Brunnerbergs (466,3 m), einer flachen Kuppel, deren höchste Erhebung wenige Meter westlich der Gemeindestraße auf einem Feld liegt. Die Kapelle wird zu Oberteisbach gerechnet und hat auch eine Hausnummer (7) dieses Loichinger Weilers, befindet sich aber 830 Meter östlich des eigentlichen Oberteisbach, und ist über 50 Meter höher gelegen. Der Dingolfinger Weiler Ödhäusl ist dagegen etwa auf gleicher Höhe, und nur 440 Meter weiter nördlich, obwohl wegen des Brunnerbergs keine Sichtverbindung besteht. Der Teil der Gemeindestraße durch den bewaldeten rechten Steilhang des Teisbachtals weist eine Steigung von über 12 Prozent auf. Südlich der Kapelle liegt der Forst Schermauerholz, benannt nach dem Dingolfinger Ortsteil Schermau (Gemarkung Frauenbiburg). Hier führt ein 1,6 km langer beliebter Waldwanderweg von der Kapelle nach Schermau.
Im September 2016 wurde mit der Mittelroute ein zweiter Martinuspilgerweg Via Sancti Martini durch Europa eröffnet.
An der Kapelle führt die Etappe HW-32-01 Dingolfing - Kröning des Martinusweg-Mittelwegs vorbei.

## Kreuzweg
Heimlichleiden ist eine Nebenkirche der Pfarrei Teisbach (Pfarrkirche St. Vitus), und ein Kreuzweg mit 14 durch Stangenbilder markierte Stationen führt von Teisbach über einen knapp 2 km langen Steig durch den bewaldeten rechten Steilhang des Teisbachtals (Forst Haslach). Die ursprünglich 1892 errichteten Kreuzwegstationen wurden zuletzt 2006 aufwendig restauriert. Die Bilder sind an einbetonierten Stahlpfosten angebracht und durch Plexiglasscheiben, einer Holzummantelung und einem kleinen Kupferdach geschützt.
970 Meter des Weges von der Teisbacher Kirche St. Vitus führen zunächst über einen Treppensteig, der vom unteren Marktplatz hinunter zur Straße „Am Bach“ führt und über die Verlängerung dieser Straße bachaufwärts zur Fußgängerbrücke. Der eigentliche Waldsteig mit den Kreuzwegstationen über 900 Meter beginnt nach der Brücke. Er überwindet einen Höhenunterschied von über 80 Meter (von 385 bis 466 Meter Höhe über NN). Jährlich wird eine Karfreitagsprozession von Teisbach nach Heimlichleiden unternommen.
Von der Pfarrei und Kirche St. Peter und Paul, Loiching wird jährlich an einem Sonntag Mitte Mai eine Wallfahrt nach Heimlichleiden durchgeführt, mit anschließender Maiandacht.

## Kapelle
Die Kapelle ist 9 Meter lang in nord-südlicher Richtung, bei einer Breite von 7 Metern (ohne Außensäulen 8 mal 6 Meter) und einer überbauten Fläche von 50 m². Die Traufhöhe beträgt 3,3 Meter, und Giebelhöhe 6,5 Meter (7 Meter mit Giebelkreuz). Die Innenmaße betragen 6,8 mal 4,6 Meter, mit einer Fläche von 30 m². Die Eingangstür befindet sich an der Nordseite. An den Seitenwänden befinden sich Votivtafeln. Der Altar weist ein Ölbild auf Leinwand auf mit dem Titel „Christus auf dem Dreikant“. Der Begriff Dreikant bezieht sich hierbei auf das historische Folterwerkzeug. Die äußere Stahlgittertüre der Kapelle ist zumeist abgeschlossen, aber der rechte Flügel der inneren Holztür ist geöffnet, sodass der Blick auf das Innere frei ist. Für eine Andacht oder Besichtigung kann der Schlüssel im nächstgelegenen Wohnhaus in Ödhäusl abgeholt werden. Auf den vier 2,4 Meter langen Holzbänken finden 16 Personen Platz. Größere Veranstaltungen finden daher auf dem Platz vor der Eingangstür statt.
Heimlichleiden ist beim Bayerischen Landesamt für Denkmalpflege erfasst und daher denkmalgeschützt.
Nach der letzten Renovierung in den frühen 1990er Jahren wurde an der Giebelseite über dem Eingang nach einer frühen Fotovorlage wieder ein Jagdgemälde mit St. Hubertus aufgebracht.

## Geschichte
Bereits im 18. Jahrhundert soll sich nach der Überlieferung an der Stelle der heutigen Kapelle ein Bildstock befunden haben. Dies ist jedoch nicht belegbar. Die ursprüngliche Kapelle wurde 1837 aufgrund eines frommen Gelöbnisses auf Privatgrund an der Paintwaldung errichtet. Dennoch wurde die Kapelle bald von zahlreichen Leuten der Umgebung besucht, besonders an Feiertagen. Sie galt deshalb als von Anfang an dem öffentlichen Besuch gewidmet. Das gespendete Geld im Opferstock bildete später den Grundstock für einen Neubau, als die ursprüngliche Kapelle baufällig wurde. Dies übernahm die damalige nächstgelegene Kirchenverwaltung in Piegendorf (St. Martin, heute Nebenkirche der Pfarrei Teisbach), einem Dorf 800 m westlich von Oberteisbach am Westhang des oberen Teisbachtals (Entfernung bis zur Kirche). Die Kirchenverwaltung teilte am 23. April 1878 dem Bezirksamt Dingolfing mit, dass wegen der Baufälligkeit ein Neubau beabsichtigt wurde, und die Plangenehmigung wurde am 24. April erteilt. Am 13. Oktober 1878 konnte die Einweihung der neuen Kapelle im neugotischen Stil gefeiert werden.
Ende der 1880er Jahre ließ der Besitzer des anliegenden Waldes diesen im Norden und Westen der Kapelle roden, seither ist die Kapelle freier sichtbar.
Am 7. Oktober 1889 erwarb der Pfarrer von Loiching als Vorstand der Kirchenverwaltung Piegendorf in Vertretung der Kapellenstiftung das umgebende Grundstück von 66 Dezimalen (2249 m²). Das heutige Flurstück Nr. 2936/3 der Gemarkung Weigendorf hat nur noch rund 1200 m².
Seit der kanonischen Errichtung der Pfarrei Teisbach 1918 (Teisbach war von 1695 bis 1918 eine Expositur der Pfarrei Loiching) gehört die Kapelle Heimlichleiden zu dieser, ebenso wie die Filialkirche St. Martin in Piegendorf.
Seit der Errichtung der Kapelle wurden wegen aufsteigender Feuchtigkeit, die die Bausubstanz angriff, mehrmals grundlegende Renovierungsarbeiten durchgeführt.
Die 14 Kreuzwegstationen wurden ursprünglich 1892 ebenfalls aufgrund eines Gelöbnisses errichtet, mussten jedoch bereits 1909 wieder erneuert werden. Die letzte Restaurierung wurde 2006 durchgeführt.
Die Gemeindestraße von Oberteisbach nach Heimlichleiden wurde erst in den 1960er Jahren im Rahmen der laufenden Flurbereinigung ausgebaut und mit einer Asphaltdecke versehen.